# Filip Žderić
Filip Žderić (sinh 11 tháng 12 năm 1991) là một cầu thủ bóng đá Croatia thi đấu ở vị trí hậu vệ cho Kukësi.